# Laguna del Cisne
La Laguna del Cisne es un cuerpo de agua subtropical ubicado en la localidad de Salinas, en el departamento de Canelones, en Uruguay. Su superficie media es de 1,8 km², mientras su cuenca alcanza aproximadamente 50 km². La Laguna aporta sus aguas al arroyo Tropa Vieja, que a su vez desemboca en el Arroyo Pando, cerca del Río de la Plata. Se encuentra delimitada al norte por la ruta 8, al este por la ruta 11, al sur por la ruta Interblanearia Líber Seregni, al oeste por la ruta 87 y al noroeste por la ruta 34. Hacia el este de la laguna se ubica el Humedal de El Estero, un humedal con una superficie similar a la del espejo de agua de la laguna y que presta importantes servicios ecosistémicos que contribuyen a la calidad del agua.
Desde 1970 es la principal fuente de abastecimiento de la usina de OSE Salinas. Esta usina provee de agua potable a una parte de la Costa de Oro y produce casi 3.7 millones de metros cúbicos al año. Según datos de la OSE de 2008 proveían unas 22.800 conexiones, aunque actualmente brinda agua al sector de Costa de Oro al este de Marindia. Durante muchos años, la Laguna del Cisne fue la única fuente de agua potable de la zona, pero en la actualidad esa agua se mezcla con agua proveniente del sistema metropolitano.
La Laguna del Cisne se encuentra amenazada por el nivel de contaminación, que llevó al desarrollo de un conflicto ambiental en el período 2010-2016. Esto derivó en la creación de una Comisión de Cuenca de la Laguna del Cisne para la gestión sustentable de la cuenca. En la actualidad, existe un emprendimiento social y turístico denominado "Circuito del Agua y la Vida", con algunos de los establecimientos en los alrededores reconvertidos a actividades sustentables. Sin embargo, los persistentes niveles de contaminación (particularmente por plaguicidas) y los efectos del cambio climático en Uruguay impactan directamente sobre la Laguna, y por lo tanto sobre la calidad del agua.
La Laguna debe su nombre a la presencia de cisnes de cuello negro.[cita requerida] En la Laguna se encuentran más de 40 especies de animales, incluyendo ranas y distintos tipos de aves.

## Usina Laguna del Cisne

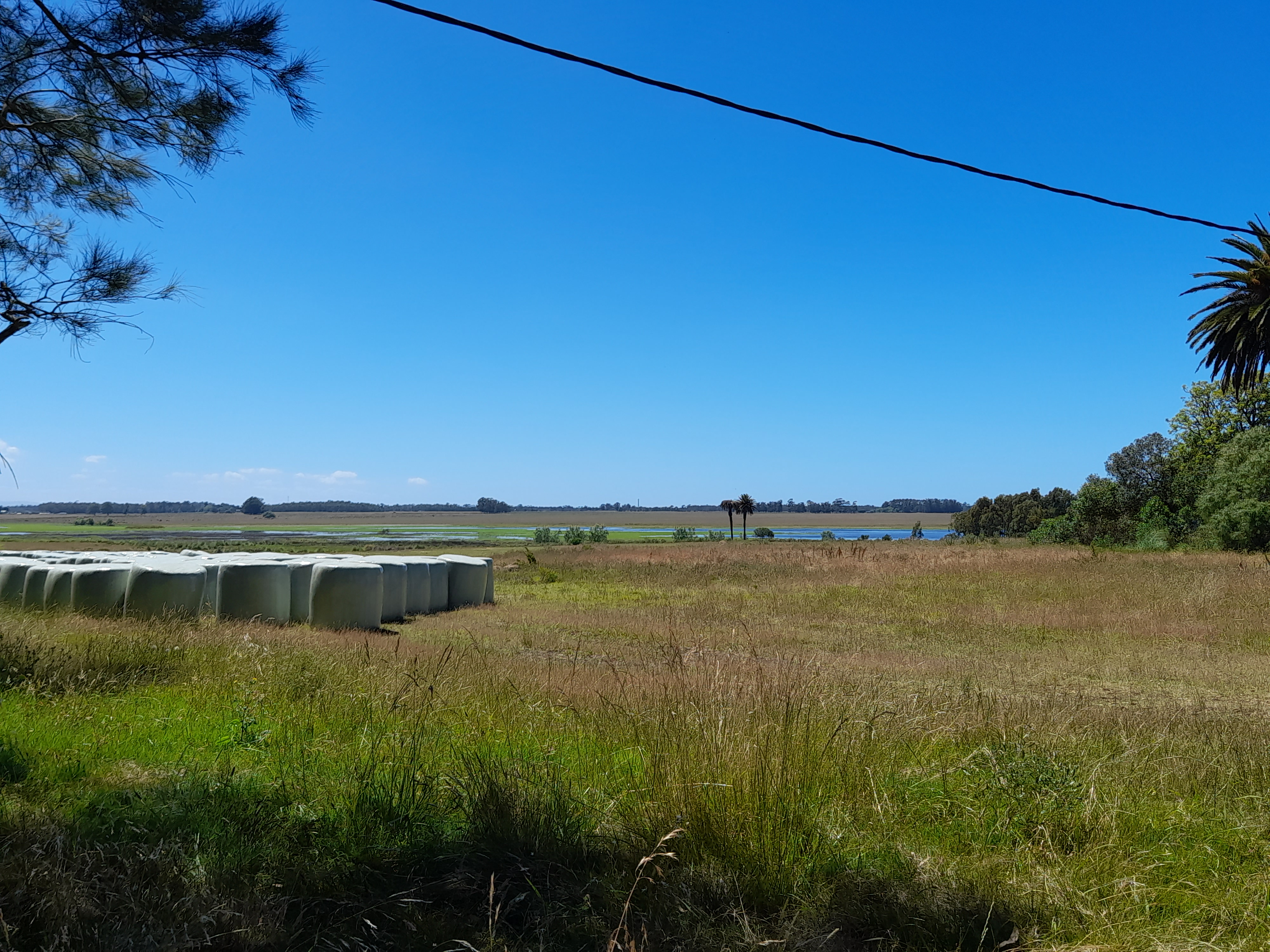
Laguna del Cisne vista desde la calle Chajá.

En el año 1971 se instala la planta potabilizadora de la OSE. Posteriormente, se construyó un dique sobre el Arroyo Tropa Vieja con el objetivo de ampliar la capacidad de almacenamiento de agua. En el 2008 se amplió la capacidad de producción.
En octubre de 2020, se anunció una obra de trasvase de agua directo a la laguna desde el Arroyo Solís Chico, un plan con un costo de 50 millones de pesos uruguayos para asegurar el suministro de agua potable a la zona de la Costa de Oro. Se espera que las obras estén finalizadas antes de que termine el año.
La calidad del agua se ve amenazada por los niveles de contaminación ya existentes en la Laguna y por los efectos del cambio climático. De continuar las tendencias actuales en ambos frentes, se encarecerán los costos de potabilizar el agua, la calidad del agua empeorará, y se podría llegar a perder completamente la fuente de agua potable.

## Contaminación de la cuenca

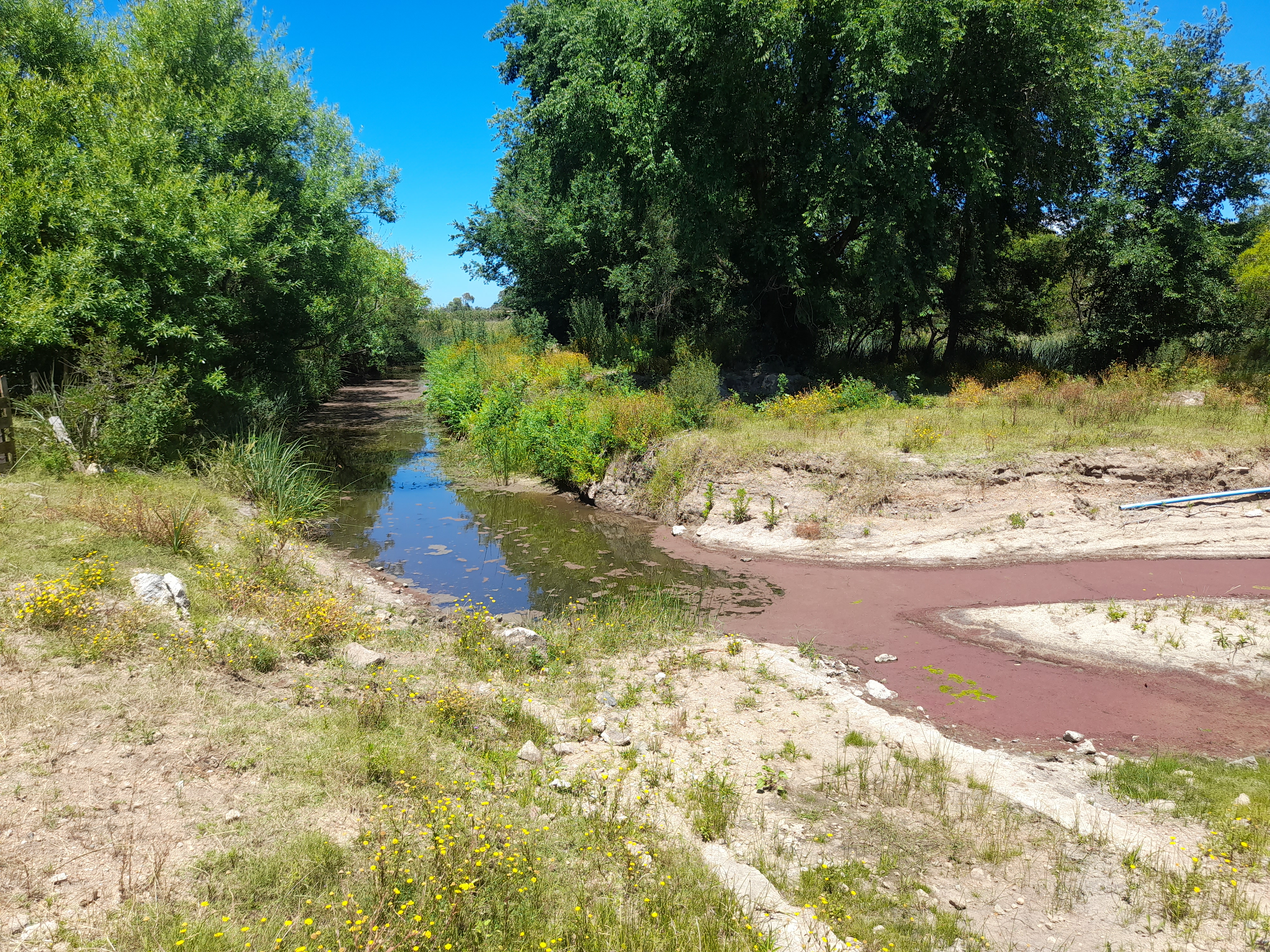
Uno de los cursos de agua que alimenta a la Laguna del Cisne. Se pueden observar en la fotografía unas plantas rojizas, un pequeño helecho flotante.

### Contaminación por nutrientes
La Laguna del Cisne ya presentaba un alto grado de contaminación por nutrientes (un proceso denominado eutrofización) en la década de los '80, pero el proceso se aceleró debido a cambios en los usos del suelo. La intensificación de las actividades agrícolas llevó a un incremento aún mayor de la presencia de fósforo en la laguna en las últimas décadas.
Entre 1990 y 2015, el nivel de fósforo presente en la Laguna se había multiplicado por siete respecto a los niveles de los años '80. Previo a la construcción del dique, en la Laguna predominaba vegetación con plantas flotantes, pero la construcción del dique generó una barrera natural que limitó la presencia de estas plantas. La presencia de esta vegetación y la baja disponibilidad de nitrógeno ocasionó que no ocurrieran floraciones tóxicas durante la década de los '90.
La situación se modificó hacia comienzos de la década de 2010. En el año 2013 la presencia de floraciones tóxicas ocasionó que el agua saliera con mal olor y sabor. En la actualidad, la usina cuenta con filtros de carbono activado en la planta potabilizadora que evitan la producción de sustancias tóxicas que reaccionan químicamente en el proceso de potabilización.
El incremento en las temperaturas y en la frecuencia de lluvias producto del cambio climático ocasionaría que las consecuencias del proceso de eutrofización se intensifiquen.

### Contaminación por plaguicidas
Un estudio realizado por Rodríguez-Bolaña et al. entre abril de 2018 y marzo de 2019 encontró residuos de 28 plaguicidas distintos, de los cuales 25 se encontraban en el agua superficial. Para la realización del estudio, se realizaron tomas de muestras en el agua y en los músculos de los peces presentes en la laguna. El estudio encontró trazas de plaguicidas "heredados" (que se utilizaban en el pasado, pero que ya no se utilizan) y plaguicidas actualmente en uso, con variaciones de la presencia entre temporadas. Esta variabilidad estacional está relacionada con los usos productivos en la cuenca. La principal fuente de preocupación ambiental son los plaguicidas organoclorados. El estudio fue financiado a través de un fondo de la FAO, con un "Proyecto de Fortalecimiento de capacidades para la gestión ambientalmente adecuada de plaguicidas Uruguay".

## Conflictos ambientales
En la cuenca se han desarrollado diferentes conflictos ambientales.

### Expansión agrícola en la zona

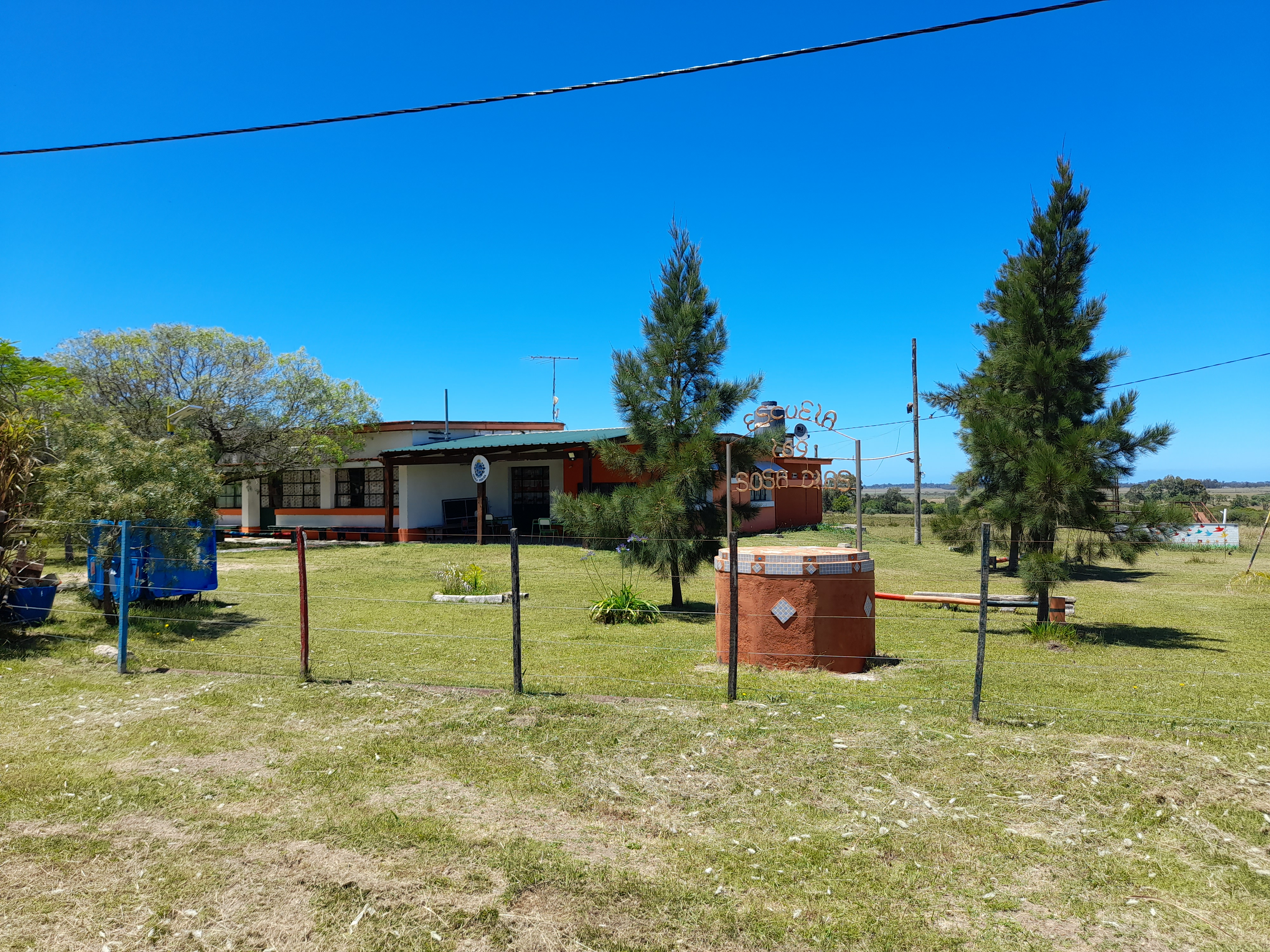
Escuela N° 169 Sosa Dias, en la cuenca de Laguna del Cisne. La Sosa Dias es una de las tres escuelas rurales que se encuentran en la cuenca.

Entre el 2010 y el 2016 se desarrolló un conflicto ambiental, fundamental por la expansión de la frontera agrícola en la zona.
A partir del 2008, el cultivo de soja se expandió en el área. Los vecinos de la zona se vieron afectados por la deriva de pesticidas, experimentando algunos de los efectos de los pesticidas en la salud humana, como diarreas, sarpullidos en la piel, ardor en los ojos, tos y alergia.
El área se encontraba rodeada por más de cuatrocientas hectáreas de soja transgénica desde 2012 con la utilización de glifosato en las plantaciones de soja transgénica que llegaban hasta los bordes mismos de la laguna.[cita requerida]
Esta situación generó un conflicto ambiental entre las personas viviendo en el área, los productores a gran escala y la Intendencia. Como resultado de los reclamos y la evidencia científica sobre el impacto de la contaminación en la potabilización del agua, la Intendencia debió colocar una serie de restricciones para detener las actividades que perjudicaban la cuenca, incluyendo las actividades agrícolas. Las siguientes actividades están prohibidas en toda la zona de la cuenca:
- toda actividad incompatible con la preservación de la cuenca;
- la extracción de áridos;
- el establecimiento de actividades industriales, de ganadería intensiva, o de actividades que puedan generar contaminación;
- la disposición de residuos peligrosos (con la excepción de los necesarios para gestionar la usina);
- la introducción de plantas y animales acuáticos;
- el transporte de sustancias peligrosas con capacidades superiores a 1.000 litros (con la excepción de las necesarias para gestionar la usina);
- cualquier actividad que signifique una modificación sustancial del balance hídrico.

Esto también incluyó la prohibición de utilizar fertilizantes y herbicidas y la aplicación de multas a quienes infringieran las prohibiciones vigentes.
Además, la regulación propuso transformar la zona a actividades agroecológicas. Esto incluyó la reglamentación de las tareas productivas que pueden desarrollarse en la zona.

### Construcción de autopista
En 2023, se propuso la construcción de una autopista para facilitar el tránsito desde La Tahona hacia la Ruta Interbalnearia. El proyecto implicaría la expropiación de múltiples predios que, en consonancia con lo establecido por la Intendencia de Canelones para la protección de la Cuenca, están en proceso de transición agroecológica. Desde el Ministerio de Transporte y Obras Públicas se argumenta que hay varios proyectos en discusión, pero a enero de 2024, la información respecto de la construcción de la autopista es escasa y poco clara. Guillermo Goyenola, uno de los científicos que más ha estudiado la cuenca, manifestó que el proyecto implicaría un importante impacto ambiental en un área que ya se encuentra sobreexplotada.

## Comisión de Cuenca de Laguna del Cisne
En 2014 la Dirección Nacional de Aguas genera a solicitud de la Intendencia de Canelones una comisión de Cuenca en el marco de la Ley Política Nacional de Aguas para asesorar sobre la cuenca de la Laguna del Cisne.

## Circuito del Agua y la Vida

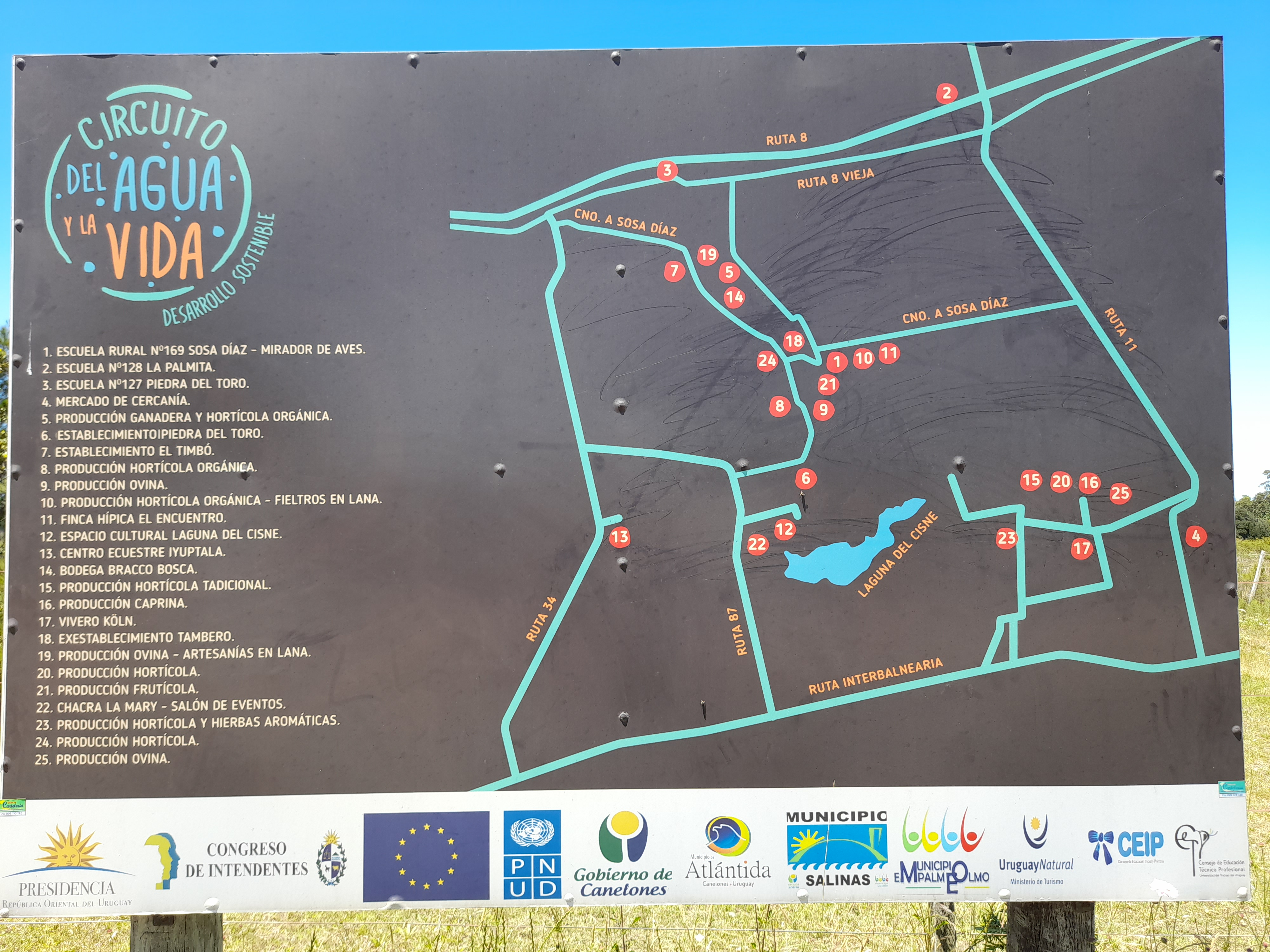
Mapa de los distintos establecimientos que comprenden el Circuito del Agua y la Vida, ubicado al lado de la Escuela Sosa Díaz.

En la actualidad, se realizan actividades recreativas y de entendimiento de la naturaleza en toda la zona de la cuenca. El circuito es un emprendimiento social y turístico denominado "Circuito del Agua y la Vida". En total, hay 25 establecimientos de distinto tipo que forman parte del Circuito, incluyendo las tres escuelas rurales de la zona: la Escuela N° 169 Sosa Dias, la Escuela N° 128 La Palmita y la Escuela N° 127 Piedra del Toro. Las calles internas del Circuito se pueden recorrer en auto o en bicicleta y se pueden apreciar los espacios agrícolas y naturales.
Además, en la zona se pueden realizar avistamientos de distintas aves.

### Aves más comunes

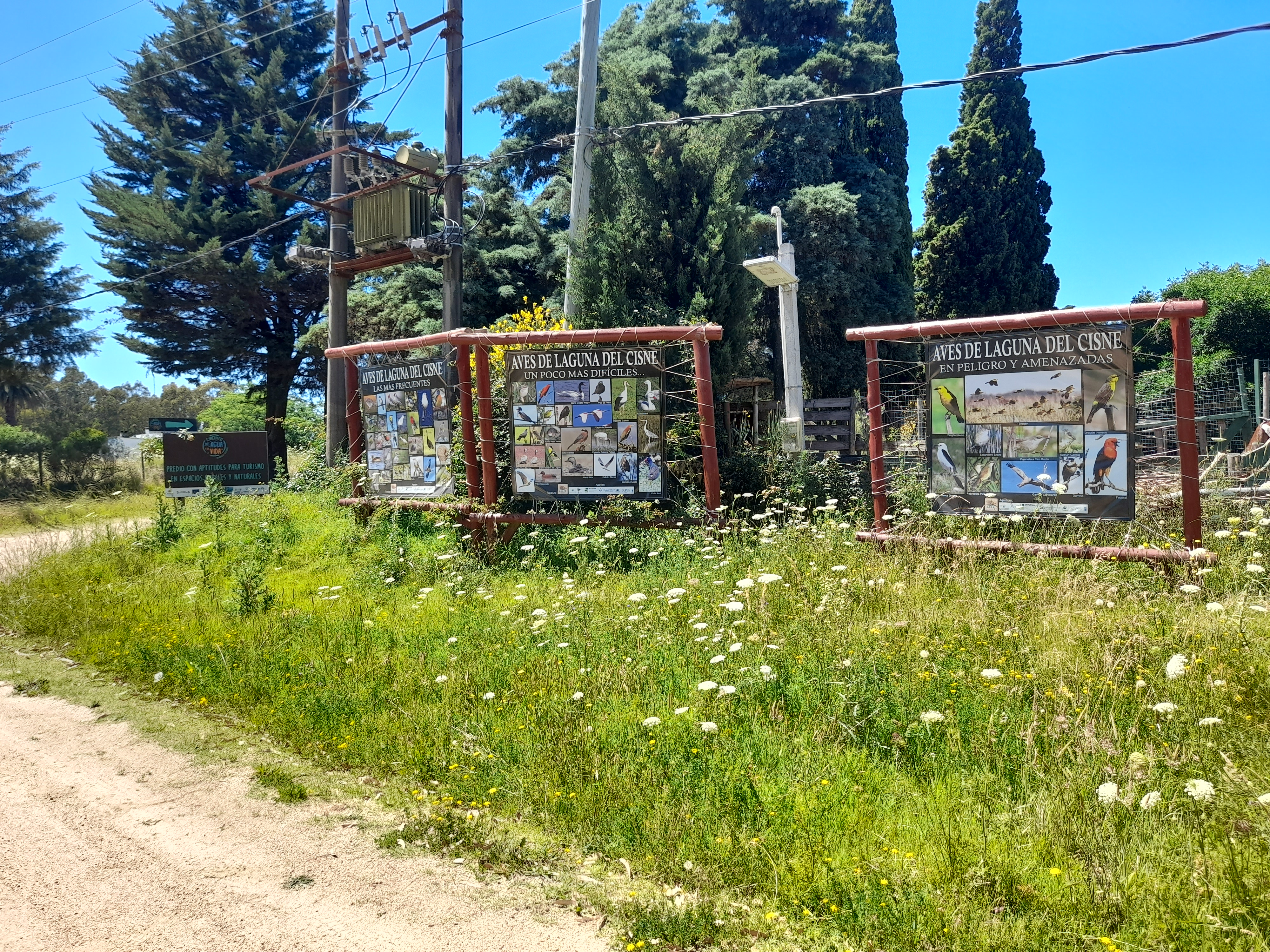
Carteles con fotografías de las aves que se pueden observar en la zona. El cartel se encuentra en la calle De los Cisnes.

- Chingolo
- Golondrina parda
- Cardenal copete rojo
- Tordo común
- Viudita blanca común
- Naranjero
- Verdón
- Carao
- Chajá
- Churrinche
- Garcita blanca
- Benteveo común
- Gallineta grande
- Celestón
- Garcita bueyera
- Tiqui-tiqui oscuro
- Jacana
- Zorzal
- Pitiayumi
- Pato barcino
- Sabiá
- Tijereta
- Calandria
- Pato brasilero
- Hornero
- Juan chiviro
- Fío-fío
- Cuervillo común
- Escarchero
- Tío-tío común

### Aves menos comunes
- Junquero
- Fueguero
- Cisne cuello negro
- Pico de Plata
- Cigüeña común
- Coscoroba
- Garza mora
- Garza colorada
- Espátula Rosada
- Alférez
- Arañero cara negra
- Martín pescador grande
- Caracolero
- Piojito amarillo
- Burrito patas verdes
- Sietevestidos
- Cigüeña cabeza pelada
- Pato Cara Blanca
- Sietevestidos de laguna
- Macá gris
- Halcón blanco
- Garcita azulada
- Polla azul
- Pato colorado
- Alilargo

### Especies amenazadas
- Dragón
- Espartillero enano
- Viudita blanca grande
- Pajonalera pico curvo
- Pajonalera pico recto
- Tachurí canela
- Dominó
- Gavilán ceniciento
- Federal